# New Third Yakuza: Outbreak Kansai Yakuza Wars
New Third Yakuza: Outbreak Kansai Yakuza Wars (en japonés: 新・第三の極道 勃発 関西極道ウォーズ！！,   Shin daisan no gokudô - boppatsu Kansai gokudô sensô?) también conocida como New Third Gangster: Outbreak Kansai Yakuza Wars) o simplemente como New Third Yakuza, es una película japonesa de acción y crimen de 1996 dirigida por Takashi Miike y basada en un manga de Kazuhiko Murakamiy. Es una secuela de la película The Third Yakuza (The Third Gangster) de 1995 y a la que le sigue otra secuela llamada New Third Yakuza II (New Third Gangster 2) de 1996, ambas dirigidas también por Takashi Miike.

## Argumento
Hattori a pesar de ser un antiguo rival Masaki, le hace la propuesta de convertirse en el nuevo líder del clan “Tôdô”. Masaki acepta el cargo y todo parece ir bien. Pero Hazama otro miembro del clan no está de acuerdo con la decisión que tomó Hattori y esta celoso por el cargo tan alto del recién llegado , por lo que comienza a planificar formas para deshacerse de Masaki.

## Reparto
| Actor                                   | Papel                                                                  |
| --------------------------------------- | ---------------------------------------------------------------------- |
| Ryûji Shinagawa                         | Exjefe de Daimon-gumi                                                  |
| Kiyoshi Nakajo                          | Reijiro Masaki                                                         |
| Harumi Sone                             | Kentaro Soma. Ex Bukyokai (excomulgado)                                |
| Hiroshi Miyauchi                        | Bukyokai de segunda generación                                         |
| Daigoro Nakayama                        | Asistente de Masaki, miembro de Bukyokai de segunda generación         |
| Keishiro Kojima                         | Seido Miyajima. Jefe de Todo-gumi de tercera generación                |
| Kōji Shimizu                            | Jefe Retsu Hattori. Hattori-gumi                                       |
| Caesar Takeshi                          | Kikuji Hazama. Asistente del jefe de Hattori-gumi, jefe de Hazama-gumi |
| Tadao Komoto                            | Miembro de Hattori-gumi, Hazama-gumi                                   |
| Tomoatsu Tsuchihira (Donpei Tsuchihira) | Ishimoto-kun                                                           |
| Takashi Noguchi                         | Takeda, presidente de Bukyokai                                         |
| Masahiko Sakata                         | Sone (detective)                                                       |
| Nobuaki Kakuda                          | Tazuko                                                                 |
| Kazuhiko Murakami                       | Casamentero                                                            |
| Ei Hamura                               | Atsushi (Hirata Motors)                                                |
| Asami Sawaki                            | Tamami                                                                 |

## Otros créditos
- Planificación: Tetsuya Yûki y Eiji Seki.
- Productores: Shigeji Maeda, Masahiro Iwashimizu y Hikoichi Matsunaga.
- Iluminación: Takeshi Inoue.
- Grabación (sonido): Susumu Konishi.
- Diseñador de producción (arte): Yoshio Yamada.
- Edición de audio: Mototsugu Hayashi.
- Editor de efectos de sonido: Kenji Shibasaki.
- Director de producción: Kunio Niwa.
- Lucha con espadas: Mitsuhiko Seike.
- Directores de producción: Osamu Sasaki y Masashi Minami.
- Asistente de producción: Hirofumi Yamabe.
- Gerente de producción: Kunio Niwa.

## Lanzamiento y secuelas
New Third Yakuza: Outbreak Kansai Yakuza Wars, fue lanzada en Japón el 20 de enero de 1996 directamente a vídeo (VHS) para el mercado del V-Cinema, y en DVD el 25 de septiembre de 2005, por GP Museum Soft.También tuvo un lanzamiento en Alemania en DVD, el 29 de agosto de 2008, en versión original con subtítulos en alemán, en una edición que contiene las dos  películas de New Third Yakuza dirigidas por Takashi Miike.
Tras la producción de The Third Yakuza, le siguieron dos secuelas más dirigidas por Takashi Miike: New Third Yakuza: Outbreak Kansai Yakuza Wars y New Third Yakuza II, las dos estrenadas directamente en vídeo en 1996.
A raíz de la película The Third Yakuza, se realizaron hasta 12 secuelas con el nombre de New Third Yakuza entre los años 1996 y 2000.Solo la tercera y la séptima se estrenaron en cines.
- 1. New Third Yakuza (新・第三の極道, Shin daisan no gokudô?) también conocida como New Third Yakuza: Outbreak Kansai Yakuza Wars (新・第三の極道 勃発 関西極道ウォーズ！！, Shin daisan no gokudô - boppatsu Kansai gokudô sensô?) (1996) Dirigida por Takashi Miike.
- 2. New Third Yakuza II (新・第三の極道II, Shin daisan no gokudō II?) (1996) Dirigida por Takashi Miike.
- 3. New Third Yakuza III (新・第三の極道III, Shin daisan no gokudō III?) (1996) Dirigida por Masaru Tsushima.
- 4. New Third Yakuza IV: The Secret Gang (新・第三の極道Ⅳ 裏盃の軍団, Shin daisan no gokudō Ⅳ ura sakazuki no gundan?) (1996) Dirigida por Masaru Tsushima.
- 5. New Third Yakuza V: Counterattack of the Secret Cup (新・第三の極道Ⅴ 裏盃の逆襲, Shin daisan no gokudō Ⅴ ura sakazuki no gyakushū?) (1997) Dirigida por Masaru Tsushima.
- 6. New Third Yakuza VI: The Mafia's Terror (新・第三の極道Ⅵ マフィアの戦慄, Shin daisan no gokudō Ⅵ Mafia no senritsu?) (1997) Dirigida por Masaru Tsushima.
- 7. New Third Yakuza VII Movie Edition (新・第三の極道Ⅶ 劇場版, Shin daisan no gokudō Ⅶ gekijō-ban?) (1998) Dirigida por Shigeru Ishihara.
- 8. New Third Yakuza: Corrupt Bureaucrats vs. the Secret Gang (新・第三の極道 ～腐敗官僚VS裏盃の軍団～, Shin daisan no gokudō ~fuhai kanryō VS ura sakazuki no gundan~?)  (1998) Dirigida por Masaru Tsushima.
- 9. New Third Yakuza: Secret Ceremonies and the Law of Bloodshed (新・第三の極道 ～裏盃・流血の掟～, Shin daisan no gokudō ~ura sakazuki ryūketsu no okite~?) (1999) Dirigida por Masaru Tsushima.
- 10. New Third Yakuza: Funeral Bullet (新・第三の極道 ～弔いの銃弾～, Shin daisan no gokudō ~tomurai no jūdan~?) (1999) Dirigida por Shigeru Ishihara.
- 11. New Third Yakuza: Bloodstained Honor (新・第三の極道 ～血塗られた仁義～, Shin daisan no gokudō ~chinura reta jingi~?) (2000) Dirigida por Shigeru Ishihara.
- 12. New Third Yakuza: Secret Ceremony Forever... (新・第三の極道 ～裏盃よ永遠に…～, Shin daisan no gokudō ~ura sakazuki yo eien ni…~?) (2000) Dirigida por Masaru Tsushima.[7]

## Recepción
En una reseña de Asian Movie Pulse, el crítico Rouven Linnarz, escribió: «Aunque esta idea pueda parecer interesante al principio, su resultado predecible es quizás también el mayor defecto de “New Third Yakuza” y “New Third Yakuza II”. Mientras que “Shinjuku Triad Society” tenía algunos conceptos narrativos y visuales brillantes para acompañar su historia, aquí tenemos todo lo contrario, lo que hace de ello una experiencia bastante aburrida para el espectador. Aparte de eso, también existe la aparente inconsistencia dentro del personaje central cuyo impulso hacia un principio moral es realmente ridículo considerando que es parte de una organización fundada en el crimen y la explotación. Es sorprendente cómo la película y su guion nunca exploran realmente esta antítesis, que de hecho sería más entretenida e interesante que las repetidas discusiones, tiroteos y exhibiciones de ceremonias entre los yakuza, que es de lo que trata principalmente New Third Yakuza».